# Diecezja Grajaú
Diecezja Grajaú (łac. Dioecesis Graiahuensis) – diecezja Kościoła rzymskokatolickiego w Brazylii. Należy do metropolii São Luís do Maranhão wchodzi w skład regionu kościelnego Nordeste V. Została erygowana przez papieża Piusa XI bullą Rationi congruit w dniu 10 lutego 1922 jako prałatura terytorialna São José do Grajaú. W 1981 podniesiona do rangi diecezji.